# Griffiths Bay
Die Griffiths Bay ist eine 10 km lange und 7 km breite Bucht an der Nordenskjöld-Küste des Grahamlands auf der Antarktischen Halbinsel. Sie liegt am Nordufer der Longing-Halbinsel.
Die Bucht entstand 1995 durch das Auseinanderbrechen des Prinz-Gustav-Schelfeises. Das UK Antarctic Place-Names Committee benannte sie 2008 nach dem britischen Geophysiker Donald Harrison Griffiths (1919–2007) von der University of Birmingham, einem Pionier mariner Geophysik in Antarktika und Afrika.